# Kongsøre Skov
Kongsøre Skov er en statsskov grænsende mod øst til Isefjorden i Egebjerg Sogn, Odsherred Kommune. Anden del af navnet er sandsynligvis øre "næs" eller ør "strandbred", men ifølge en legende er den opkaldt efter sagnkongen Kong Øre, som der ikke er historiske kilder om. I skoven ligger Kong Øres grav, som er en stendysse, der ikke kan bevises har nogen persongrav i sig. Skoven indeholder mange andre stendysser. Sandskredet er et lokalt badested, som man kommer til via skoven.
Søværnet har en marinestation i skoven, Marinestation Kongsøre, som er hjemsted for Frømandskorpset.
|  | Denne artikel om lokaliteten Kongsøre Skov kan blive bedre, hvis der indsættes et (bedre) billede. Du kan hjælpe ved at afsøge Wikimedia Commons for et passende billede eller lægge et op på Wikimedia Commons med en af de tilladte licenser og indsætte det i artiklen. |

55°49′1″N 11°43′18″Ø / 55.81694°N 11.72167°Ø